# M7公路 (俄羅斯)
M7聯邦公路，又稱伏爾加公路（Во́лга）是俄羅斯的一條幹線公路，連接首都莫斯科、喀山和烏法，全長1,280公里。也是歐洲E22公路的一部分。
2023年11月1日，俄罗斯联邦政府决定将缩短M7公路至喀山，缩短后被裁切的路段，于2024年12月31日转变为M12、R240和R243公路一部分。

## 沿途主要城市
- 弗拉基米尔
- 下诺夫哥罗德
- 喀山

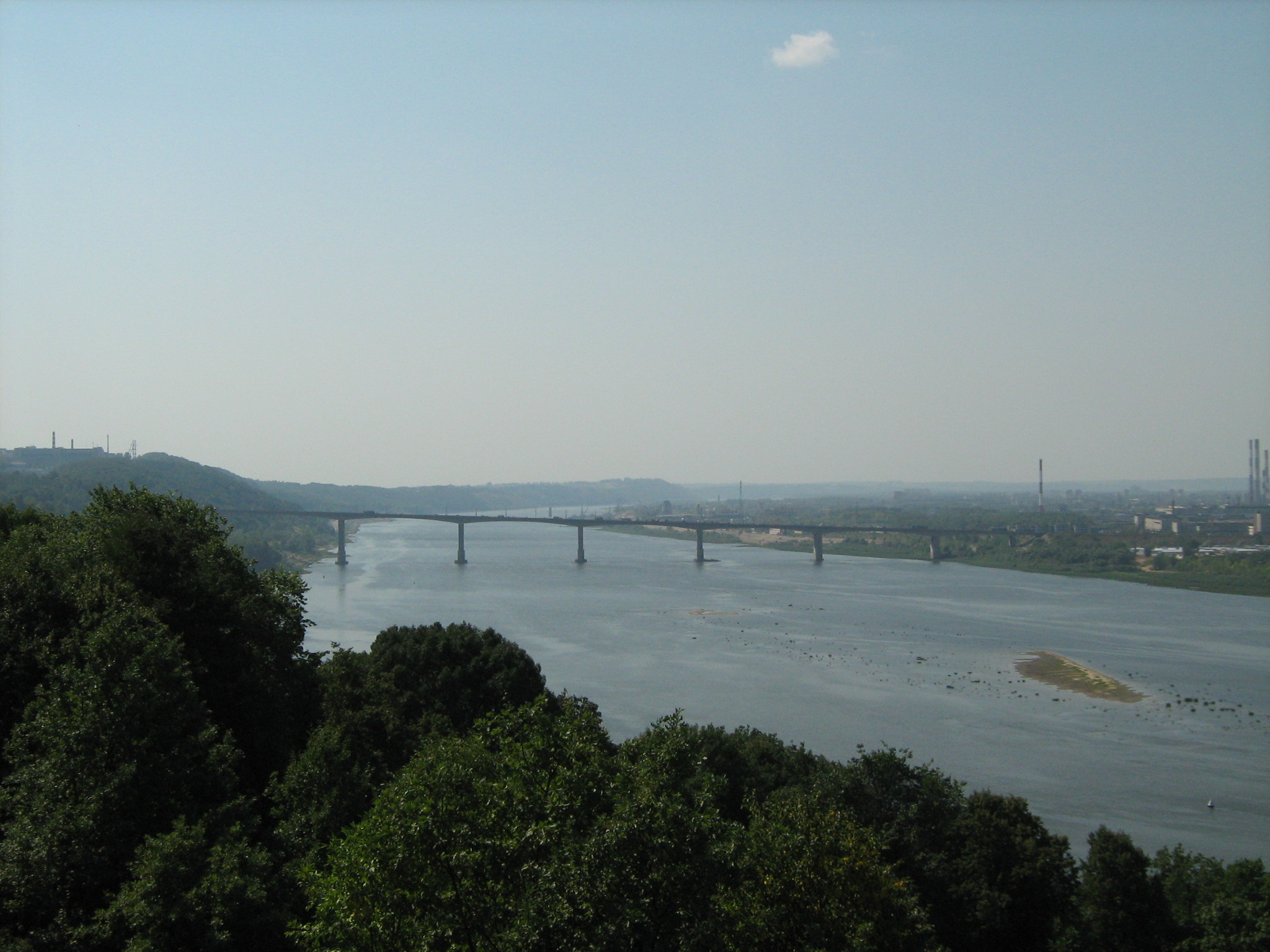
M7公路在下諾夫哥羅德的Myza大桥（俄语：Мызинский мост）上头过奥卡河
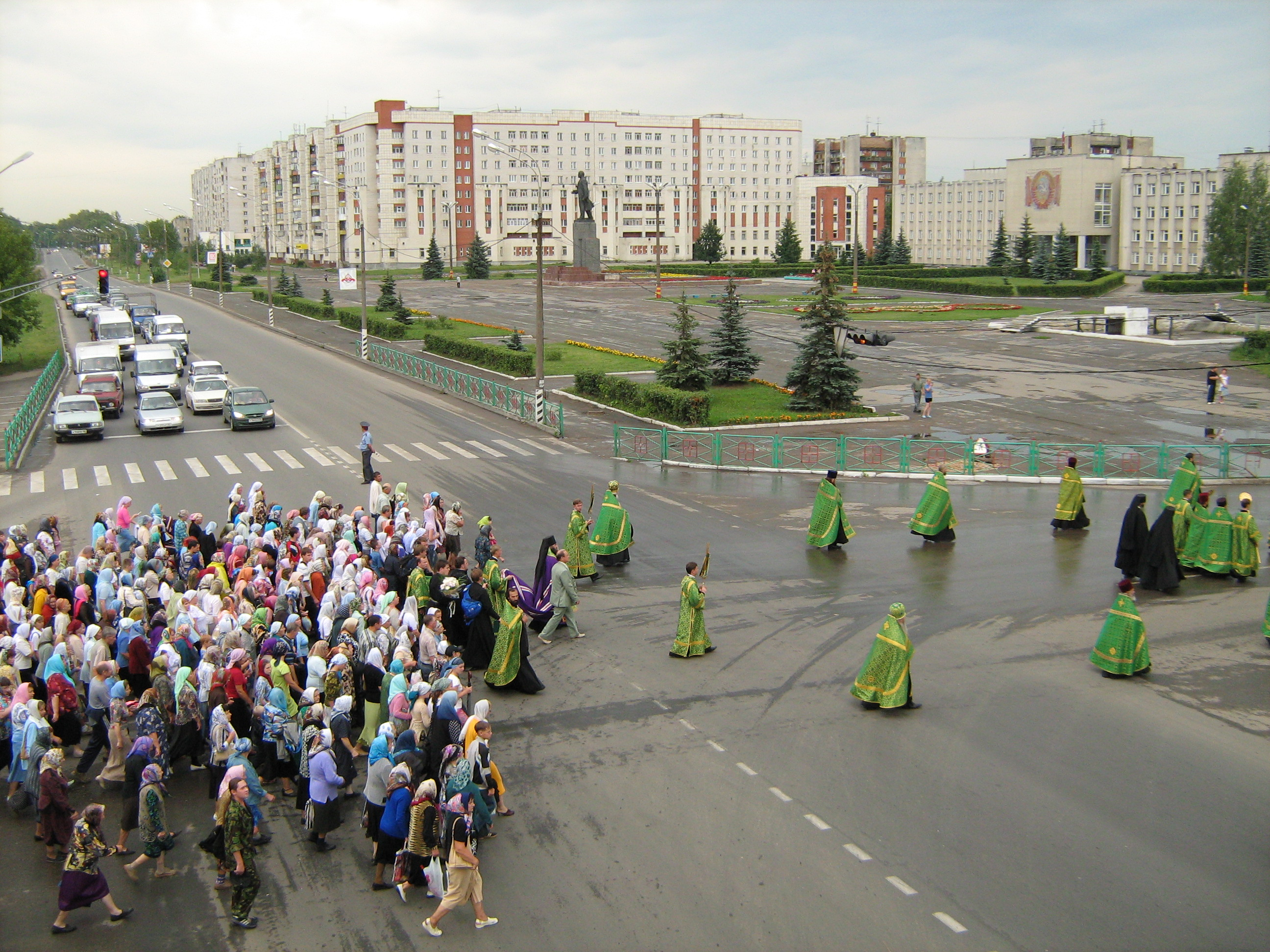
基督行列过M7公路在克斯托沃市

1. ↑   (PDF). 2023-10-01  [2024-01-13]. （原始内容存档 (PDF)于2023-11-05） （俄语）.